# Vaigattøyane
Vaigattøyane is een archipel in Spitsbergen. De archipel ligt in Straat Hinlopen en tussen de eilanden Spitsbergen en Nordaustlandet. Vaigattøyane bestaat uit vier eilanden, namelijk:
- Nyströmøya, ca 7 km²
- Wahlbergøya, ca 48 km²
- Von Otterøya, ca 20 km²
- Berggrenøya, ca 6 km²